# 山口県道203号厳島早間田線
山口県道203号厳島早間田線（やまぐちけんどう203ごう いつくしまはやまだせん）は、山口県山口市を通る一般県道である。大部分の区間にパークロードという愛称が付けられており、日本の道100選に選ばれている。

## 概要
山口市大手町から山口市中央1丁目に至る。
かつての山口明倫館に由来する山口大学のキャンパス（亀山校地）跡地を南北に貫くかたちで1980年（昭和55年）に完成した。国道9号（山口バイパス）と山口県道204号宮野大歳線（旧国道9号）をつなぎ、従来からあった駅通り（山口県道194号山口秋穂線・山口県道205号山口停車場線）と合わせて山口県庁舎 - 山口市役所 - 山口市中心商店街 - JR西日本山口線 山口駅を結ぶ、山口市街地おける南北軸を形成している。
この道路の両側に美術館や博物館、図書館といった文化施設・公共施設が集まっていることから、緩やかなカーブに歩道を広く取り、ふんだんに街路樹を植樹するなど、道路全体が一つの公園となるように整備された。愛称の「パークロード」はこれに由来する。
歴史的、文化的遺産に恵まれた文化ゾーンを貫く道として、1987年（昭和62年）8月10日の道の日に、旧建設省と「道の日」実行委員会により制定された、日本の道100選に選定されている。パークロード周辺地区は、1994年（平成6年）読売新聞社選定の「新・日本街路樹100景」のひとつに選定されているほか、1998年度（平成10年度）の都市景観大賞（都市景観100選）を受賞している。
なお、道路の起点名称に用いられている「厳島」は山口県庁近辺の旧地名である。

### 路線データ
- 起点：山口市大手町（県庁前交差点、国道9号交点）
- 終点：山口市中央1丁目（早間田交差点、山口県道194号山口秋穂線起点、山口県道204号宮野大歳線交点、山口県道205号山口停車場線終点）
- 路線延長：0.8 km[1]

## 路線状況
植樹帯以外にも、幅広く取られた歩道のいたるところに、ケヤキやクスノキなどがランダムに植樹される。歩道面にはフグ、ホンシュウジカ、ナツミカンなど山口県を代表する動植物の絵で飾られ、また美術館前の地下道には、大正時代から伝わる「山口祇園祭」のタイル壁画が描かれている。信号機や道路照明は独自のデザインによるものでダークブラウン色で統一されており、電線共同溝により電線は地中化されている。
道路としての利用のみならず、山口祇園祭や山口七夕ちょうちん祭の夏のイベントにも利用され、山口県民憩いのシンボルロードとして親しまれている。

### 通称
- パークロード

## 地理

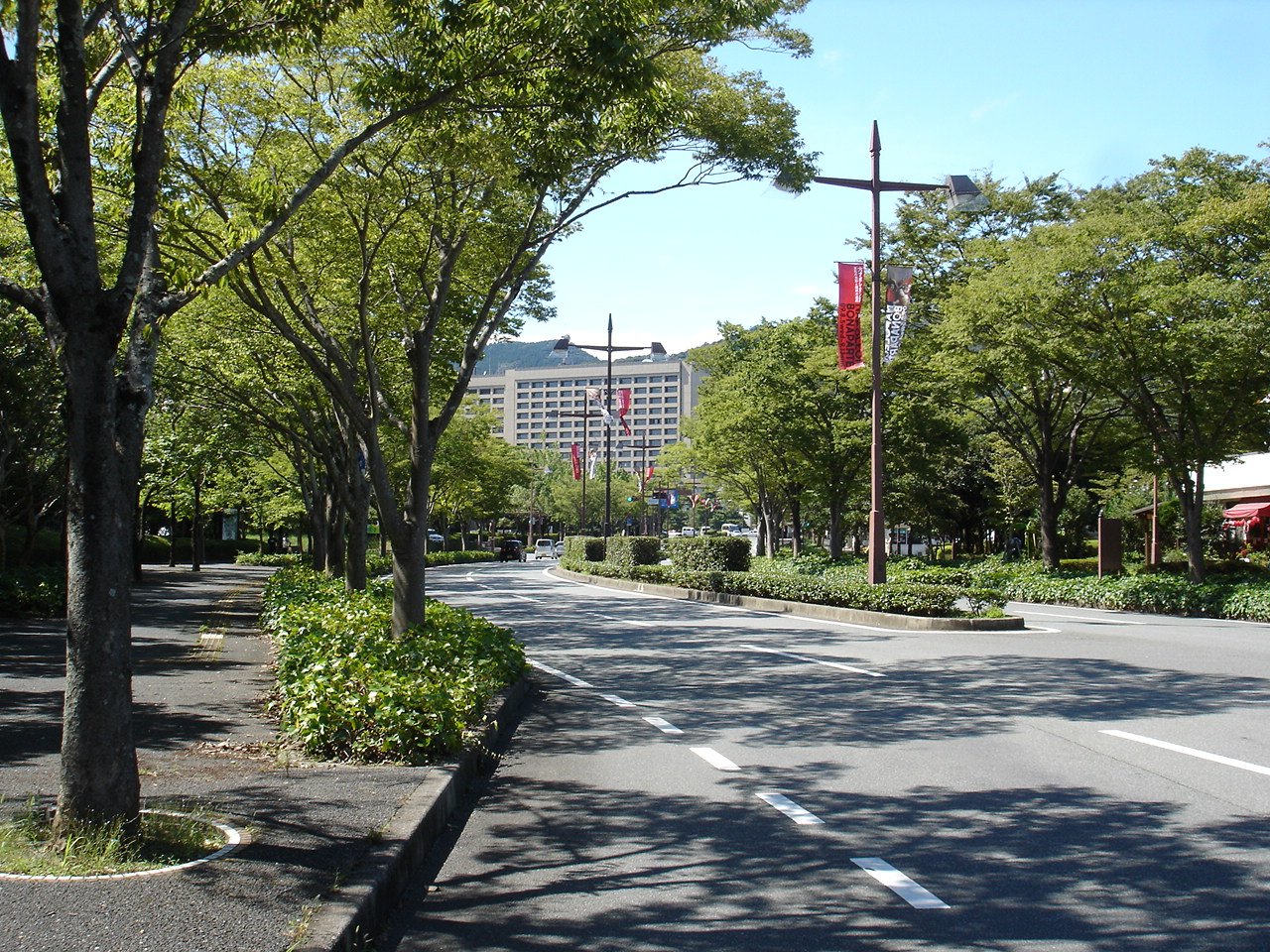
パークロード（正面は山口県庁舎）

### 通過する自治体
- 山口県
  - 山口市

### 交差する道路
| 交差する道路                                                              | 交差する場所 | 交差する場所        |
| ------------------------------------------------------------------------- | ------------ | ------------------- |
| 国道9号                                                                   | 大手町       | 県庁前交差点 / 起点 |
| 山口県道194号山口秋穂線 山口県道204号宮野大歳線 山口県道205号山口停車場線 | 中央1丁目    | 早間田交差点 / 終点 |

### 沿線
- 山口県庁舎
- 山口県警察
- 山口県政資料館（旧山口県庁舎を利用）
- 山口藩庁門
- 山口大神宮
- 高嶺城跡
- 山口県立山口博物館
- 亀山公園
- 山口県立美術館
- 山口県立山口図書館・山口県文書館
- サビエル記念聖堂
- 山口市役所
- 山口地方合同庁舎